# Odemaris Díaz
Odemaris Díaz (15 marzo 1982) è una pallavolista portoricana.
Gioca nel ruolo di centrale nelle Gigantes de Carolina.

## Carriera
La carriera di Odemaris Díaz inizia nella stagione 2001, quando debutta nella Liga de Voleibol Superior Femenino con le Indias de Mayagüez, franchigia alla quale resta legata per tre annate, raggiungendo anche una finale scudetto. In seguito va a studiare negli Stati Uniti d'America, dove gioca per la squadra della sua università, la Si Tanka, prima, e la Northern State, dopo.
Terminati i propri studi, nella stagione 2007 fa ritorno alle Indias de Mayagüez, dove resta anche nella stagione seguente. Nel campionato 2009 approda alle Criollas de Caguas, militandovi per tre annate ed aggiudicandosi lo scudetto 2011.
Nella stagione 2012 approda alle Gigantes de Carolina, che lascia già nella stagione seguente per tornare alle Criollas de Caguas; nel campionato 2014 è nuovamente alle Gigantes de Carolina, questa volta iniziando una lunga militanza.

## Palmarès

### Club
- Campionato portoricano: 1

2011

### Premi individuali
- 2016 - Liga de Voleibol Superior Femenino: All-Star Team